# 美貌的神话
《美貌的神话》（英語：The Beauty Myth）是一本由美国作家、知名女性主义者内奥米·沃尔夫编著、在1991年出版的书籍。正如本书副标题“美丽的形象如何被用来对抗女性”（英語：How Images of Beauty Are Used Against Women）所言，沃尔夫深入探究了社会对于女性美貌的现代观感和理解，如何对就业、文化、宗教、整容，甚至性行为、进食障碍等方面造成巨大影响。其中一个重要的观点，就是由男性主导的时装与化妆品工业规定了女性的打扮方式，迫使她们为一种不可能做到的男性想象中的完美而想方设法。